# Марко Бандерас
Марко Бандерас (англ. Marco Banderas, род. 13 февраля 1967 года, Монтевидео, Уругвай) — порноактёр испано-уругвайского происхождения, лауреат премии AVN Awards и ряда других.

## Ранняя жизнь
Родился в Уругвае и вырос в Барселоне. Свободно говорит на испанском, португальском, итальянском, французском и каталонском языках и пытается улучшить свой английский.

## Карьера
Бандерас c женой, Лизой ДеМарко, три года работали в Sexy Club Bagdad, когда с ними начал переговоры Начо Видал во время Барселонского международного фестиваля эротических фильмов. Дебютировал в порноиндустрии в 2005 году под сценическим именем Marco Duato. Псевдоним разочаровал Марко, так как фамилию часто произносили ошибочно как «Дуарте», поэтому он изменил её на «Бандерас».
В апреле 2007 года Бандерас запустил собственную продюсерскую компанию Hot Zone Productions, которая  в августе подписала дистрибьюторский контракт с American Xcess, а в сентябре выпустила первый фильм Marco Banderas’ Crazy Dreams. В октябре 2013 года запустил собственный сайт marcobanderas.xxx.
В январе 2008 года производитель секс-игрушек Topco Sales представил реплику пениса Бандераса в рамках своей «серии знаменитостей Wildfire».
В мае 2012 года Бандерас подписал контракт с Magnum Contenidos Multimedia (MCM) на производство Porn Valley Dream, реалити-шоу, посвященного его жизни.

## Личная жизнь
Женился на Лизе ДеМарко 1 сентября 2001 года. У него есть татуировка «I Love Fiona» (настоящее имя ДеМарко).

## Премии и номинации
| Год  | Церемония         | Результат | Номинация | Работа                                        |
| ---- | ----------------- | --------- | --- | --------------------------------------------- |
| 2005 | AVN Award         | Номинация | Лучшая сцена втроём — видео (вместе с Надей Стайлз и Беном Инглишем)                                                                                                   | Double Teamed                                 |
| 2006 | AVN Award         | Номинация | Иностранный исполнитель года | н/д                                           |
| 2006 | AVN Award         | Номинация | Лучшая анальная сцена — видео (вместе с Venus) | Ass Quake                                     |
| 2006 | AVN Award         | Номинация | Лучшая анальная сцена — видео (вместе с Диллан Лорен) | Raw Desire                                    |
| 2006 | AVN Award         | Номинация | Лучшая групповая сцена — фильм (вместе с Лизой Ли, Люси Ли, Sky Love, Лизой Мэри, Хейли Пейдж, Тайлой Винн, Jerry, Ником Мэннингом, Стивеном Сент-Круа и Jean Valjean) | Scorpio Rising                                |
| 2007 | AVN Award         | Номинация | Исполнитель года | н/д                                           |
| 2007 | AVN Award         | Номинация | Лучшая анальная сцена — фильм (вместе с Маккензи Ли, Скоттом Нейлсом и Беном Инглишем)                                                                                 | Jenna’s Provocateur                           |
| 2007 | AVN Award         | Номинация | Лучшая оральная сцена — фильм (вместе с Маккензи Ли, Скоттом Нейлсом и Беном Инглишем)                                                                                 | Jenna’s Provocateur                           |
| 2007 | AVN Award         | Номинация | Лучшая групповая сцена — фильм (вместе с Маккензи Ли, Скоттом Нейлсом и Беном Инглишем)                                                                                | Jenna’s Provocateur                           |
| 2007 | AVN Award         | Номинация | Лучшая сцена зарубежного производства (вместе с Дорой Вентер, Тони Де Серхио, James, Olivier и Zoltan)                                                                 | The Hacienda                                  |
| 2008 | AVN Award         | Номинация | Лучшая анальная сцена — видео (вместе с Ниной Хартли) | Nina Hartley’s Guide to Porn Star Sex Secrets |
| 2008 | AVN Award         | Номинация | Лучшая групповая сцена, видео (вместе с Бри Олсон, Эми Рид и Sascha)                                                                                                   | DreamGirlz                                    |
| 2008 | AVN Award         | Номинация | Лучшая групповая сцена, видео (вместе с Джесси Джейн, Ребекой Линарес и Брианной Лав)                                                                                  | Naked Aces 2                                  |
| 2008 | AVN Award         | Номинация | Лучшая групповая сцена, видео (вместе с Келли Уэлс, Джоном Стронгом и Брайаном Сервудом)                                                                               | Naomi’s Fuck Me                               |
| 2008 | AVN Award         | Номинация | Лучшая сцена втроём (вместе с Мисси Монро и Лорелей Ли) | Top Guns 6                                    |
| 2008 | AVN Award         | Номинация | Лучшая видеография (вместе с Этаном Кэйном, Jimmy D, Акселем Брауном, Крисом Холлом и Dr. Philgood)                                                                    | Broken                                        |
| 2008 | AVN Award         | Номинация | Исполнитель года | н/д                                           |
| 2008 | Urban Spice Award | Победа    | Best Two-Way Sex Scene (вместе с Мэри Лав) | Minority Rules                                |
| 2008 | XBIZ Award        | Номинация | Исполнитель года | н/д                                           |
| 2008 | XRCO Award        | Номинация | Unsung Swordsman | н/д                                           |
| 2009 | AVN Award         | Номинация | Лучшая анальная сцена (вместе с Ребекой Линарес) | Fuck Me: Rebeca Linares                       |
| 2009 | AVN Award         | Номинация | Лучшая анальная сцена (вместе с Katsuni) | Katsuni Minx                                  |
| 2009 | AVN Award         | Номинация | Лучшая сцена двойного проникновения (вместе с Хармони Роуз и Тони Де Серхио)                                                                                           | Fuck Me: Rebeca Linares                       |
| 2009 | AVN Award         | Номинация | Лучшая сцена двойного проникновения (вместе с Джадой Файер и Крисом Чармингом)                                                                                         | Lex Steele XXX 10                             |
| 2009 | AVN Award         | Номинация | Лучшая групповая сцена (вместе с Стоей, Габриэллой Фокс, Эбби Брукс, Шайлой Стайлз, Вероникой Рэйн, Бри Линн, Чарльзом Дера, Мануэлем Феррара)                         | Pirates II: Stagnetti's Revenge               |
| 2009 | AVN Award         | Номинация | Лучшая сцена втроём (вместе с Луной Люкс и Эриком Прайсом) | Superwhores 11                                |
| 2009 | AVN Award         | Номинация | The Jenna Jameson Crossover Star of the Year | н/д                                           |
| 2009 | AVN Award         | Номинация | Исполнитель года | н/д                                           |
| 2009 | XBIZ Award        | Номинация | Исполнитель года | н/д                                           |
| 2010 | AVN Award         | Номинация | Лучшая сцена двойного проникновения (вместе с Евой Анджелиной и Беном Инглишем)                                                                                        | Deviance                                      |
| 2010 | AVN Award         | Номинация | Лучшая сцена втроём (вместе с Жанди Лин и Энтони Розано) | Asian Fucking Nation 3                        |
| 2010 | AVN Award         | Номинация | Лучшая сцена втроём (вместе с Прией Рай и Джоном Вестом) | Tormented                                     |
| 2010 | AVN Award         | Номинация | Исполнитель года | н/д                                           |
| 2010 | XBIZ Award        | Номинация | Исполнитель года | н/д                                           |
| 2011 | AVN Award         | Номинация | Лучшая сцена двойного проникновения (вместе с Никки Джейн и Джерри) | The Condemned                                 |
| 2011 | AVN Award         | Номинация | Лучшая сцена двойного проникновения (вместе с Aliz и Тони Де Серхио)                                                                                                   | Don't Make Me Beg 3                           |
| 2011 | AVN Award         | Номинация | Лучшая сцена двойного проникновения (вместе с Микой Тэн и Крисом Чармингом)                                                                                            | The Perfect Secretary: Training Day           |
| 2011 | Urban X Award     | Победа    | Лучшая анальная сцена (вместе с Наоми Банкс) | Dynamic Booty 5                               |
| 2011 | XBIZ Award        | Номинация | Зарубежный исполнитель года | н/д                                           |
| 2012 | AVN Award         | Номинация | Лучшая сцена двойного проникновения (вместе с Эми Брук и Джоном Стронгом)                                                                                              | Alexis Texas: Nymphomaniac                    |
| 2012 | AVN Award         | Номинация | Лучшая сцена двойного проникновения (вместе с Одри Холландер и Отто Бауэром)                                                                                           | This Isn't UFC: Ultimate Fucking Championship |
| 2013 | AVN Award         | Номинация | Лучшая групповая сцена (вместе с Элли Хейз, Эваном Стоуном, Барри Скоттом и Джерри)                                                                                    | Allie Haze: True Sex                          |
| 2013 | AVN Award         | Номинация | Лучшая групповая сцена (вместе с Шанель Престон, Алексом Гонзом, Билли Глайдом, Дэнни Уайлдом и Will Powers)                                                           | Chanel Preston: No Limits                     |
| 2013 | AVN Award         | Номинация | Лучшая групповая сцена (вместе с Аниссой Кейт, Принцем Иешуа и Тони Де Серхио)                                                                                         | The Initiation of Anissa Kate                 |
| 2013 | AVN Award         | Номинация | Самая скандальная сексуальная сцена (вместе с Чайной, Энтони Хардвудом, Cyrus King, Джастином Магнумом, Ральфом Лонгом, Sledge Hammer, T.J. Cummings и Томми Пистолем) | Chyna is Queen of the Ring                    |
| 2013 | XBIZ Award        | Номинация | Best Actor - Feature Movie | The Four                                      |
| 2013 | XBIZ Award        | Номинация | Лучшая сцена — полнометражный фильм (вместе с Дженнифер Дарк) | The Four                                      |
| 2014 | AVN Award         | Победа    | Лучшая сцена двойного проникновения (вместе со Скин Даймонд и Принцем Иешуа)                                                                                           | Skin                                          |
| 2014 | AVN Award         | Номинация | Лучшая групповая сцена (вместе с Сарой Шевон, Дэнни Уайлдом, Mark Anthony, Logan Pierce и Эваном Стоуном)                                                              | Six in Me 2                                   |
| 2014 | XBIZ Award        | Номинация | Лучшая сцена — не-полнометражка (вместе со Скин Даймонд и Принцем Иешуа)                                                                                               | Skin                                          |